# Велика Црквина
Велика Црквина је насељено мјесто у општини Крњак, на Кордуну, Карловачка жупанија, Република Хрватска.

## Историја
Велика Црквина се од распада Југославије до августа 1995. године налазила у Републици Српској Крајини. До територијалне реорганизације насеље се налазио у саставу бивше велике општине Карловац.

## Култура
У Великој Црквини се налази православна црква Св. Великомученика Георгија, која је страдала у Другом свјетском рату.

## Становништво
Велика Црквина је према попису из 2011. године имала 68 становника.
| Националност       | 1991. | 1981. | 1971. | 1961. |
| Срби               | 97    | 137   | 183   | 252   |
| Југословени        | 5     | 11    | 2     |       |
| Хрвати             | 1     |       | 2     |       |
| остали и непознато | 2     |       |       | 1     |
| Укупно             | 105   | 148   | 187   | 253   |

| Демографија | Демографија | Демографија |
| Година      | Становника  | Становника  |
| ----------- | ----------- | ----------- |
| 1961.       | 253         |             |
| 1971.       | 187         |             |
| 1981.       | 148         |             |
| 1991.       | 105         |             |
| 2001.       | 67          |             |
| 2011.       |             | 68          |